# Rybnik
Rybnik este un municipiu în Polonia.